# Esperantospråkiga Wikipedia
Esperantospråkiga Wikipedia är en upplaga av Wikipedia på språket esperanto. Wikipediaversionen på esperanto startades i november 2001[källa behövs]. Den har för närvarande 367 961 artiklar.